# 雙斑斑鮃
雙斑斑鮃為輻鰭魚綱鰈形目鰈亞目牙鮃科的其中一種，為熱帶海水魚，分布於西太平洋的島嶼海域，棲息深度10-75公尺，體長可達40分，棲息在沙泥底質底層水域，以底棲生物為食，生活習性不明，可做為食用魚，多被拖網所捕捉。